# 河堀口駅

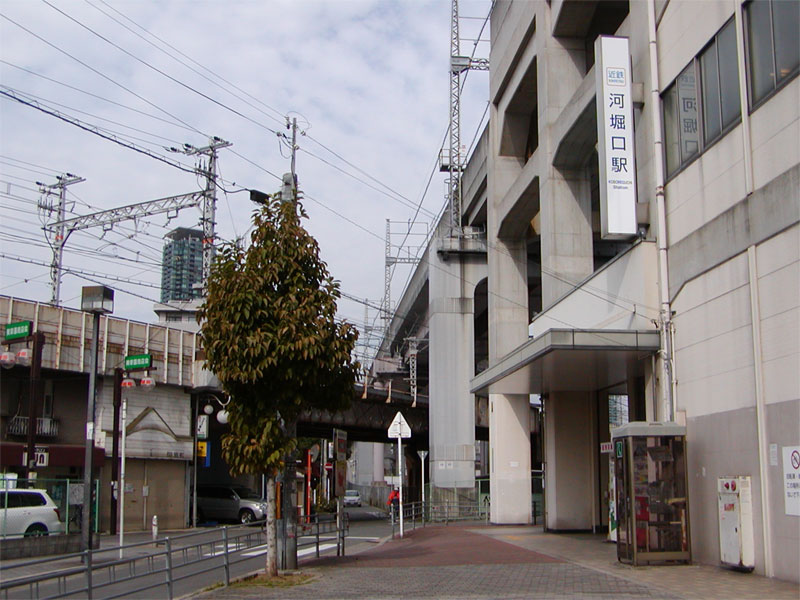
駅北西で阪和線の高架を跨いでいる。

河堀口駅（こぼれぐちえき）は、大阪府大阪市阿倍野区天王寺町南二丁目にある、近畿日本鉄道（近鉄）南大阪線の駅。駅番号はF02。

## 歴史

### 年表
- 1923年（大正12年）10月16日：大阪鉄道の大阪天王寺（現在の大阪阿部野橋） - 針中野間に新設開業[1]。
- 1943年（昭和18年）2月1日：関西急行鉄道が大阪鉄道を合併[1]。関西急行鉄道天王寺線の駅となる。
- 1944年（昭和19年）6月1日：戦時統合により関西急行鉄道が南海鉄道（現在の南海電気鉄道の前身。後に再独立）と合併、近畿日本鉄道南大阪線の駅となる[1]。
- 1945年（昭和20年）6月1日：営業休止[2]。
- 1946年（昭和21年）6月1日：営業再開[2]。
- 1987年（昭和62年）12月6日：路線高架化により高架駅となる。
- 2007年（平成19年）4月1日：PiTaPa使用開始[3]。
- 2024年（令和6年）11月10日：終日無人化[4]。

### 駅名の由来
和気清麻呂が、788年（延暦7年）に上町台地開削工事を行った際、掘りかけた堀川にちなむ。

## 駅構造

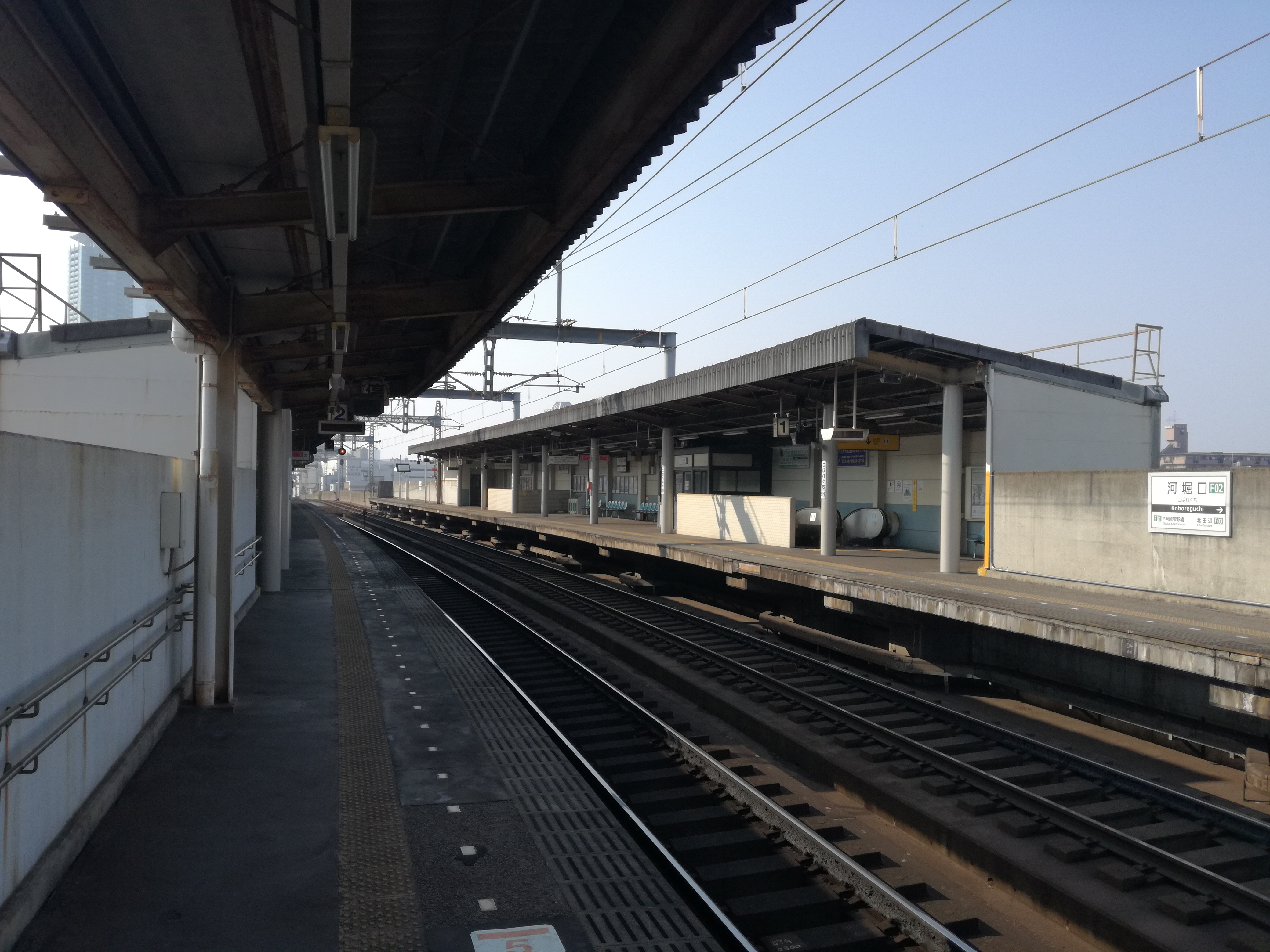
プラットホーム

相対式2面2線ホームを持つ高架駅。ホーム有効長は6両。ホーム中央付近から東側にかけて半径約500mのカーブがある。改札口はコンコース階と大阪阿部野橋方面ホームのエレベーター（出入口兼用のため）手前と古市方面のエレベーターに繋がるコンコース階の3ヶ所。
高架のJR阪和線の上を通っているためホームの位置が高い（改札・コンコースが3階、ホームが4階に位置する）。高架化前は阪和線の下を通っていた。
無人駅で、駅遠隔監視システムが導入されている（管理駅は大阪阿部野橋駅）。2024年（令和6年）11月9日までは終日有人駅だった。PiTaPa・ICOCA対応の自動改札機並びに自動精算機（回数券カード及びICカードのチャージに対応）が設置されている。

### のりば
| のりば | 路線       | 方向 | 行先             |
| ------ | ---------- | ---- | ---------------- |
| 1      | F 南大阪線 | 下り | 古市方面         |
| 2      | F 南大阪線 | 上り | 大阪阿部野橋方面 |

## 利用状況
2024年11月12日における1日乗降人員は3,188人である。乗降人員自体は少ないが、付近に学校が多いため学生の乗降が比較的多い。
近年における1日乗降人員の推移は下表の通り。
| 年度               | 特定日利用状況 | 特定日利用状況 | 特定日利用状況 | 特定日利用状況 | 1日平均 乗車人員 | 出典        | 出典          | 出典         |
| 年度               | 調査日         | 乗車人員       | 降車人員       | 乗降人員       | 1日平均 乗車人員 | 近鉄        | 大阪府        | 大阪市       |
| ------------------ | -------------- | -------------- | -------------- | -------------- | ---------------- | ----------- | ------------- | ------------ |
| 1990年（平成02年） | 11月06日       | 2,800          | 2,917          | 5,717          |                  |             | [ 大阪府 1 ]  |              |
| 1991年（平成03年） | -              | -              | -              | -              |                  |             | [ 大阪府 2 ]  |              |
| 1992年（平成04年） | 11月10日       | 2,611          | 2,647          | 5,258          |                  |             | [ 大阪府 3 ]  |              |
| 1993年（平成05年） | -              | -              | -              | -              |                  |             | [ 大阪府 4 ]  |              |
| 1994年（平成06年） | -              | -              | -              | -              |                  |             | [ 大阪府 5 ]  |              |
| 1995年（平成07年） | 12月05日       | 2,436          | 2,541          | 4,977          |                  |             | [ 大阪府 6 ]  |              |
| 1996年（平成08年） | -              | -              | -              | -              |                  |             | [ 大阪府 7 ]  |              |
| 1997年（平成09年） | -              | -              | -              | -              |                  |             | [ 大阪府 8 ]  |              |
| 1998年（平成10年） | 11月10日       | 2,052          | 2,132          | 4,184          |                  |             | [ 大阪府 9 ]  |              |
| 1999年（平成11年） | -              | -              | -              | -              |                  |             | [ 大阪府 10 ] |              |
| 2000年（平成12年） | 11月07日       | 1,740          | 1,797          | 3,537          |                  | [ 近鉄 1 ]  | [ 大阪府 11 ] |              |
| 2001年（平成13年） | -              | -              | -              | -              | 1,383            |             | [ 大阪府 12 ] | [ 大阪市 1 ] |
| 2002年（平成14年） | -              | -              | -              | -              | 1,221            |             | [ 大阪府 13 ] | [ 大阪市 1 ] |
| 2003年（平成15年） | 11月11日       | 1,610          | 1,639          | 3,249          | 1,121            | [ 近鉄 2 ]  | [ 大阪府 14 ] | [ 大阪市 1 ] |
| 2004年（平成16年） | -              | -              | -              | -              | 1,054            |             | [ 大阪府 15 ] | [ 大阪市 1 ] |
| 2005年（平成17年） | 11月08日       | 1,395          | 1,479          | 2,874          | 1,016            | [ 近鉄 3 ]  | [ 大阪府 16 ] | [ 大阪市 1 ] |
| 2006年（平成18年） | -              | -              | -              | -              | 1,008            |             | [ 大阪府 17 ] | [ 大阪市 1 ] |
| 2007年（平成19年） | -              | -              | -              | -              | 983              |             | [ 大阪府 18 ] | [ 大阪市 1 ] |
| 2008年（平成20年） | 11月18日       | 1,325          | 1,454          | 2,779          | 977              |             | [ 大阪府 19 ] | [ 大阪市 1 ] |
| 2009年（平成21年） | -              | -              | -              | -              | 915              |             | [ 大阪府 20 ] | [ 大阪市 1 ] |
| 2010年（平成22年） | 11月09日       | 1,455          | 1,498          | 2,953          | 884              | [ 近鉄 4 ]  | [ 大阪府 21 ] | [ 大阪市 1 ] |
| 2011年（平成23年） | -              | -              | -              | -              | 922              |             | [ 大阪府 22 ] | [ 大阪市 1 ] |
| 2012年（平成24年） | 11月13日       | 1,396          | 1,501          | 2,897          | 981              | [ 近鉄 5 ]  | [ 大阪府 23 ] | [ 大阪市 1 ] |
| 2013年（平成25年） | -              | -              | -              | -              | 1,034            |             | [ 大阪府 24 ] | [ 大阪市 1 ] |
| 2014年（平成26年） | -              | -              | -              | -              | 1,134            |             | [ 大阪府 25 ] | [ 大阪市 1 ] |
| 2015年（平成27年） | 11月10日       | 1,554          | 1,638          | 3,192          | 1,177            | [ 近鉄 6 ]  | [ 大阪府 26 ] | [ 大阪市 1 ] |
| 2016年（平成28年） | -              | -              | -              | -              | 1,200            |             | [ 大阪府 27 ] | [ 大阪市 1 ] |
| 2017年（平成29年） | -              | -              | -              | -              | 1,190            |             | [ 大阪府 28 ] | [ 大阪市 1 ] |
| 2018年（平成30年） | 11月13日       | 1,549          | 1,567          | 3,116          | 1,311            | [ 近鉄 7 ]  | [ 大阪府 29 ] | [ 大阪市 1 ] |
| 2019年（令和元年） | -              | -              | -              | -              | 1,427            |             | [ 大阪府 30 ] | [ 大阪市 2 ] |
| 2020年（令和02年） | -              | -              | -              | -              | 1,188            |             | [ 大阪府 31 ] | [ 大阪市 3 ] |
| 2021年（令和03年） | 11月09日       | 1,600          | 1,589          | 3,189          | 1,252            | [ 近鉄 8 ]  | [ 大阪府 32 ] | [ 大阪市 4 ] |
| 2022年（令和04年） | 11月08日       | 1,573          | 1,584          | 3,157          | 1,401            | [ 近鉄 9 ]  | [ 大阪府 33 ] | [ 大阪市 5 ] |
| 2023年（令和05年） | 11月07日       | 1,570          | 1,588          | 3,158          | 1,450            | [ 近鉄 10 ] | [ 大阪府 34 ] | [ 大阪市 6 ] |
| 2024年（令和06年） | 11月12日       |                |                | 3,188          |                  | [ 近鉄 11 ] |               |              |

## 駅周辺

### 学校
- 大阪芸術大学附属大阪美術専門学校
- 大阪府立天王寺高等学校
- 大阪府立工芸高等学校
- 大阪市立デザイン教育研究所
- 明浄学院高等学校
- あべの翔学高等学校
- 大阪市立文の里中学校
- 大阪市立高松小学校

### その他
- 美章園駅（JR阪和線）
- 大阪シティバス1・5号系統「天王寺町南二丁目」停留所（国道25号上）
- デイリーカナートイズミヤ 桑津店
- ホームセンターコーナン天王寺店
- スポーツDEPO天王寺店
- 桑津天神社
- 源ヶ橋温泉

## 隣の駅
近畿日本鉄道
F 南大阪線
■急行・■区間急行・■準急
通過
■普通
大阪阿部野橋駅 (F01) - 河堀口駅 (F02) - 北田辺駅 (F03)
- 括弧内は駅番号を示す。

### 記事本文

### 利用状況
1. ↑  駅別一日乗降人員 南大阪線 吉野線 - 近畿日本鉄道
2. ↑  大阪府統計年鑑 - 大阪府
3. ↑  大阪市統計書 - 大阪市

#### 近畿日本鉄道
1. ↑  駅別乗降人員 南大阪線 吉野線 - 近畿日本鉄道（ウェイバックマシン）
2. ↑  駅別乗降人員 南大阪線 吉野線 - 近畿日本鉄道（ウェイバックマシン）
3. ↑  駅別乗降人員 南大阪線 吉野線 - 近畿日本鉄道（ウェイバックマシン）
4. ↑  駅別乗降人員 南大阪線 吉野線 - 近畿日本鉄道（ウェイバックマシン）
5. ↑  駅別乗降人員 南大阪線 吉野線 - 近畿日本鉄道（ウェイバックマシン）
6. ↑  駅別乗降人員 南大阪線 吉野線 - 近畿日本鉄道（ウェイバックマシン）
7. ↑  駅別乗降人員 南大阪線 吉野線 - 近畿日本鉄道（ウェイバックマシン）
8. ↑  近鉄線駅別乗降人員データ【調査日：令和3年11月9日(火)】 (PDF)  - 近畿日本鉄道
9. ↑  近鉄線駅別乗降人員データ【調査日：令和4年11月8日(火)】 (PDF)  - 近畿日本鉄道
10. ↑  近鉄線駅別乗降人員データ【調査日：令和5年11月7日(火)】 (PDF)  - 近畿日本鉄道
11. ↑  近鉄線駅別乗降人員データ【調査日：令和6年11月12日(火)】 (PDF)  - 近畿日本鉄道

#### 大阪府統計年鑑
1. ↑  大阪府統計年鑑（平成3年） (PDF)
2. ↑  大阪府統計年鑑（平成4年） (PDF)
3. ↑  大阪府統計年鑑（平成5年） (PDF)
4. ↑  大阪府統計年鑑（平成6年） (PDF)
5. ↑  大阪府統計年鑑（平成7年） (PDF)
6. ↑  大阪府統計年鑑（平成8年） (PDF)
7. ↑  大阪府統計年鑑（平成9年） (PDF)
8. ↑  大阪府統計年鑑（平成10年） (PDF)
9. ↑  大阪府統計年鑑（平成11年） (PDF)
10. ↑  大阪府統計年鑑（平成12年） (PDF)
11. ↑  大阪府統計年鑑（平成13年） (PDF)
12. ↑  大阪府統計年鑑（平成14年） (PDF)
13. ↑  大阪府統計年鑑（平成15年） (PDF)
14. ↑  大阪府統計年鑑（平成16年） (PDF)
15. ↑  大阪府統計年鑑（平成17年） (PDF)
16. ↑  大阪府統計年鑑（平成18年） (PDF)
17. ↑  大阪府統計年鑑（平成19年） (PDF)
18. ↑  大阪府統計年鑑（平成20年） (PDF)
19. ↑  大阪府統計年鑑（平成21年） (PDF)
20. ↑  大阪府統計年鑑（平成22年） (PDF)
21. ↑  大阪府統計年鑑（平成23年） (PDF)
22. ↑  大阪府統計年鑑（平成24年） (PDF)
23. ↑  大阪府統計年鑑（平成25年） (PDF)
24. ↑  大阪府統計年鑑（平成26年） (PDF)
25. ↑  大阪府統計年鑑（平成27年） (PDF)
26. ↑  大阪府統計年鑑（平成28年） (PDF)
27. ↑  大阪府統計年鑑（平成29年） (PDF)
28. ↑  大阪府統計年鑑（平成30年） (PDF)
29. ↑  大阪府統計年鑑（令和元年） (PDF)
30. ↑  大阪府統計年鑑（令和2年） (PDF)
31. ↑  大阪府統計年鑑（令和3年） (PDF)
32. ↑  大阪府統計年鑑（令和4年） (PDF)
33. ↑  大阪府統計年鑑（令和5年） (PDF)
34. ↑  大阪府統計年鑑（令和6年） (PDF)

#### 大阪市統計書
1. 1 2 3 4 5 6 7 8 9 10 11 12 13 14 15 16 17 18  大阪市統計書・アーカイブ版  (Microsoft Excelの.xls) - 大阪市
2. ↑  大阪市統計書・令和2年版  (Microsoft Excelの.xls) - 大阪市
3. ↑  大阪市統計書・令和3年版  (Microsoft Excelの.xls) - 大阪市
4. ↑  大阪市統計書・令和4年版  (Microsoft Excelの.xls) - 大阪市
5. ↑  大阪市統計書・令和5年版  (Microsoft Excelの.xls) - 大阪市
6. ↑  大阪市統計書・令和6年版  (Microsoft Excelの.xls) - 大阪市